# Горный Луч
Го́рный Луч — хутор в Апшеронском районе Краснодарского края России.
Входит в состав Новополянского сельского поселения.

## География
Хутор расположен на левом берегу реки Пшеха, на расстоянии 5 км к северо-востоку от посёлка Новые Поляны, центра сельского поселения, и 14 км к юго-востоку от города Апшеронск, административного центра района. 

## Население
| 2002 | 2010 |
| ---- | ---- |
| 29   | ↗37  |

## Улицы
На хуторе имеются две улицы: Дорожная и Партизанская.